# Xylomyidae
Famille
Les Xylomyidae sont une famille d'insectes diptères brachycères.

## Liste des genres
Selon BioLib (6 juillet 2020) :
- genre Arthropeina Lindner, 1949
- genre Ceratosolva Meyere, 1914
- genre Coenomyiodes Brunetti, 1920
- genre Formosolva James, 1939
- genre Hanauia Enderlein, 1920
- genre Macroceromys Bigot, 1877
- genre Pararthropeas Brunetti, 1920
- genre Solva Walker, 1860
- genre Subulonia Enderlein, 1913
- genre Xylomya Rondani, 1861
- genre Xylomyia Bezzi, 1903